# Jacobo Kyushei Tomonaga
 São Fr. Jacobo Kyushei Gorobioye Tomonaga de Santa María ( em japonês:  ヤコボ・デ・サンタ・マリア朝長五郎兵衛 , Yakobo de Santa Maria Tomonaga Gorōbyōe ; c. 1582 - 17 de agosto de 1633) foi um padre dominicano japonês. Ele compôs um dos primeiros dicionários japoneses modernos.

## Vida
Jacobo Kyushei Gorobioye Tomonaga nasceu de uma nobre família cristã em Kuidetsu (parte da moderna Ōmura, Nagasaki ), Japão. Na juventude, estudou com os jesuítas e tornou-se catequista. Depois de 1614, ele veio para Manila e tornou-se um terciário franciscano. Ele então buscou admissão na Ordem Dominicana e foi aceito. Foi ordenado sacerdote em 1626 e enviado para a ilha de Formosa (Taiwan). Ele retornou a Manila em 1630.
Ele voltou ao Japão em 1632 como missionário. Ele serviu para espalhar o catolicismo durante o período de perseguição aos cristãos.
Depois de retornar ao Japão, ele passou anos muito difíceis de fome, sua vida estava em risco e ele estava continuamente se escondendo. Em julho de 1633, seu esconderijo foi descoberto pelas autoridades com a ajuda do traidor Matthew Kohioye, que era seu próprio catequista; foi capturado e colocado na prisão. Lá, ele foi torturado por uma forca e jogado em uma cova em 15 de agosto de 1633. Em dois dias ele estava morto. Seu corpo não foi enterrado, mas queimado e jogado no mar.
Jacobo Kyushei Tomonaga foi declarado Venerável em 11 de outubro de 1980 pelo Papa João Paulo II (decreto do martírio), foi beatificado em 18 de fevereiro de 1981 em Manila, Filipinas, pelo Papa João Paulo II. Sua canonização foi em 18 de outubro de 1987 na Basílica de São Pedro, Cidade do Vaticano, pelo Papa João Paulo II.